# إريك مندلسون
إريك مندلسون (بالإنجليزية: Erich Mendelsohn) معماري ألماني يهودي (1887 - 1953) مشهور بالعمارة التعبيرية وخاصة في عشرينيات القرن الفائت. وتطوير العمارة الوظيفية الديناميكية في مشاريعه التجارية وصالات السينما.

## حياته المهنية
درس في برلين وميونخ حيث أصبح شغوفًا بالتعبيرية.

## أسلوبه المعماري
لم يلجأ للأخذ أو الاستعارة من التاريخ كما كان يفعل معصروه.

## أعماله

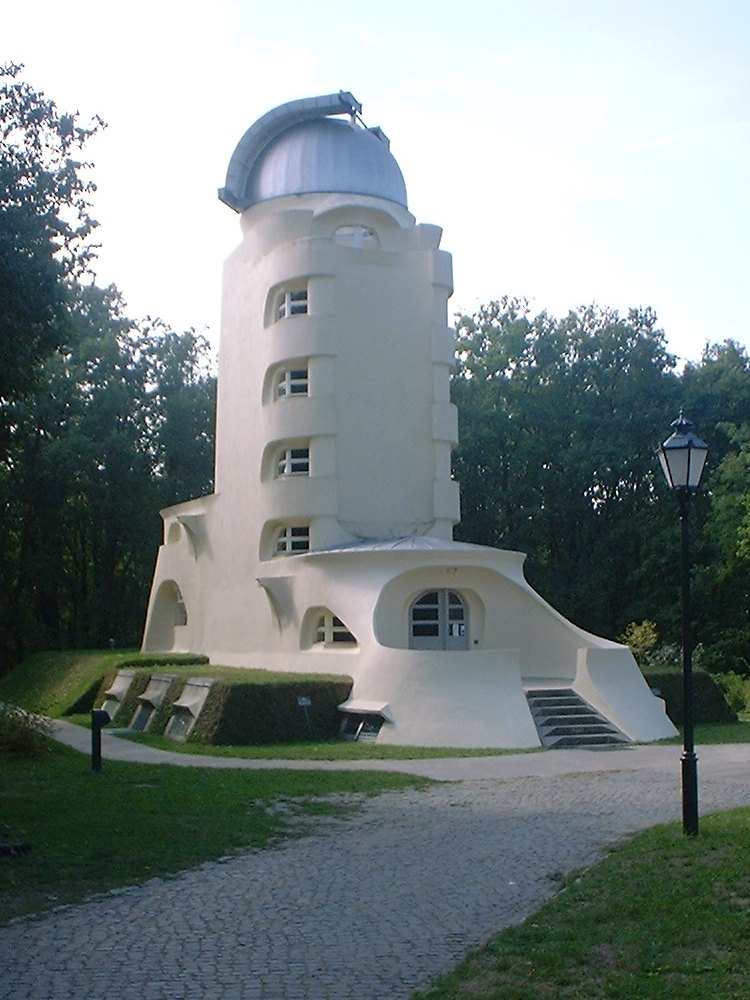
برج أينشتاين في بوتسدام

تصميماته تشتق من رسومات التعبيرين والرمزية التعبيرية التي تدرك أن إمكانات المواد الجديدة أو توجد عمارة جديدة. في تصميماته الأخيرة ابتعد عن التعبيرية في أعماله، ولجأ إلى موضة المباني الخطية.
من أشهر أعماله برج أينشتاين، وهو عبارة مرصد فلكي أقيم تكريمًا للفيزيائي ألبرت أينشتاين في بوتسدام بألمانيا. المبنى يوضح أفكار مندلسون في التصميم البلاستيكي: بدون زوايا – خطوط منحنية. كانت الخرسانة هي المادة المطواعة لتنفيذ هذا المبنى ولكن بسبب الحرب تم تنفيذ بعض الأجزاء بواسطة الطوب وتم عمل طلاء نهائي للبرج. ويعد هذا المبنى من المباني المتألقة المعبرة عن عمارة القرن العشرين. تغطي البرج قبة صغيرة تسمح للراصد الفلكي بالنظر من خلالها بواسطة مرقابه إلى قبة السماء. وتسمح بانتقال الضوء إلى مستوى تحت الأرض داخل المبنى. يمكن فيه رصد حركة الأفلاك. يتميز المبنى من الخارج بخطوطه الانسيابية. والديناميكية الفائقة للشكل الخارجي للبرج وقاعدته التي تحتوي المدخل الذي يرتفع بضع درجات عن الأرض.
اشترى عام 1926 فيلا قديمة، وقام عام 1928 بتصميم مستعمرة روبنهورن الضخمة، في برلين والتي سكنتها عائلته بعد سنتين من ذلك. وكان هذا المسكن تعبيراً عن أفكاره المعمارية وزينه بثلاث لوحات جدارية للفنان أميديه أوزنفان من بين آخرين، ونشر منشوراً عنه بعنوان منزل جديد، عالم جديد.

## وصلات خارجية
- إريك مندلسون على موقع الموسوعة البريطانية (الإنجليزية)